# Cladenia mocha
Cladenia mocha là một loài bướm đêm trong họ Noctuidae.